# Орловка (Купинский район)
Орловка — деревня в Купинском районе Новосибирской области России. Входит в состав Стекляннского сельсовета.

## География
Площадь деревни — 64 гектара.

## История
В 1926 году состояла из 52 хозяйств, основное население — немцы. В административном отношении входила в состав Павловского сельсовета Купинского района Барабинского округа Сибирского края.

## Население
| 2002 | 2007 | 2010 |
| ---- | ---- | ---- |
| 369  | ↘270 | ↘223 |

Национальный состав
Согласно результатам переписи 2002 года, в национальной структуре населения русские составляли 59 %, немцы — 30 %.

## Инфраструктура
В деревне по данным на 2007 год функционируют 1 учреждение здравоохранения и 1 учреждение образования.